# مقاطعة لوفتش
مقاطعة لوفتش (بالبلغارية: Oбласт Ловеч)‏ هي إحدى مقاطعات بلغاريا تقع في وسط بلغاريا. يقدر عدد سكانها بـ 141,422 نسمة ومساحتها 4,128 كم2.

## الموقع
موقع المقاطعة بين مقاطعات بلغاريا:

## أعلام
- خريستو فورنيغوف